# NGC 303
NGC 303 este o galaxie lenticulară situată în constelația Balena. A fost descoperită în anul 1886 de către Francis Leavenworth. De asemene, a fost observată încă o dată de către Herbert Howe.